# Kingston
|  | Per a altres significats, vegeu «Kingston (desambiguació)». |

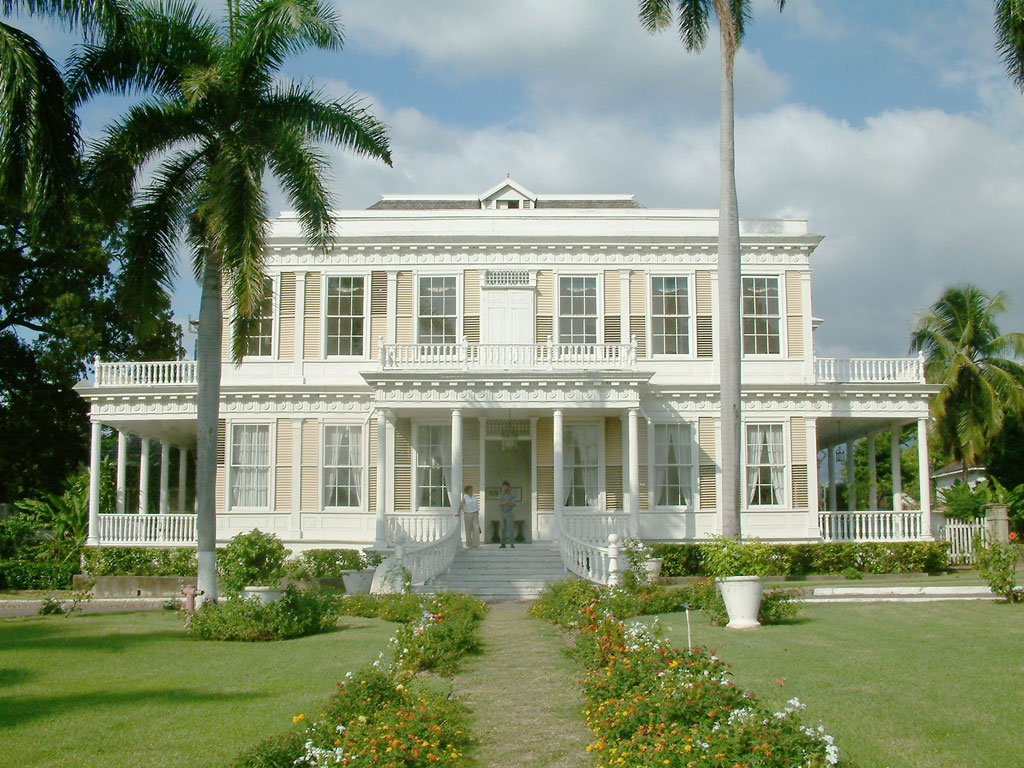
Devon House, llar del primer afroamericà milionari de les Índies Occidentals. Actualment és un gran recordatori del luxe en el qual els rics vivien al.

Kingston és la capital i la ciutat més gran de Jamaica. Està situada a la costa sud-est de l'illa i té una població aproximada de 577.774 habitants (2010). Es localitza dins de la Parròquia de Kingston, Comtat de Surrey. Té un port natural protegit pels Palisades, nom que rep un llarg banc de sorra que uneix Port Royal i l'Aeroport Internacional Norman Manley amb la resta de l'illa.
La ciutat va ser fundada el 1693 pels britànics després que un terratrèmol destruís gairebé tota l'antiga capital, Port Royal. La ciutat es va convertir en la seu de l'administració de Jamaica el 1872. Va mantenir aquest estatus quan l'illa va aconseguir la seva independència el 1962. El 14 de gener de 1907, un terratrèmol ocorregut a Kingston va provocar la mort de més de 1.000 persones.
A més de ser la seu del govern de Jamaica, la ciutat és també el lloc on s'emplaça el campus Mico de la "Universitat de les Índies Occidentals", fundada el 1948. Kingston és també la seu de diversos festivals anuals.
La zona central de Kingston està formada per dues parts: l'històric, però conflictiu centre i New Kingston en què es troben la majoria de les atraccions turístiques com ara el "Museu de Bob Marley", construït a la seva antiga residència.
Altres estrelles del reggae com Buju Banton i Beenie Man són també de Kingston. Altres atraccions inclouen les properes platges de Hellshire i Lime Cay, la Galeria Nacional de Jamaica, les ruïnes de Port Royal i la mansió Devon House, amb un parc adjacent que va pertànyer al primer negre milionari de Jamaica.

## Geografia i clima

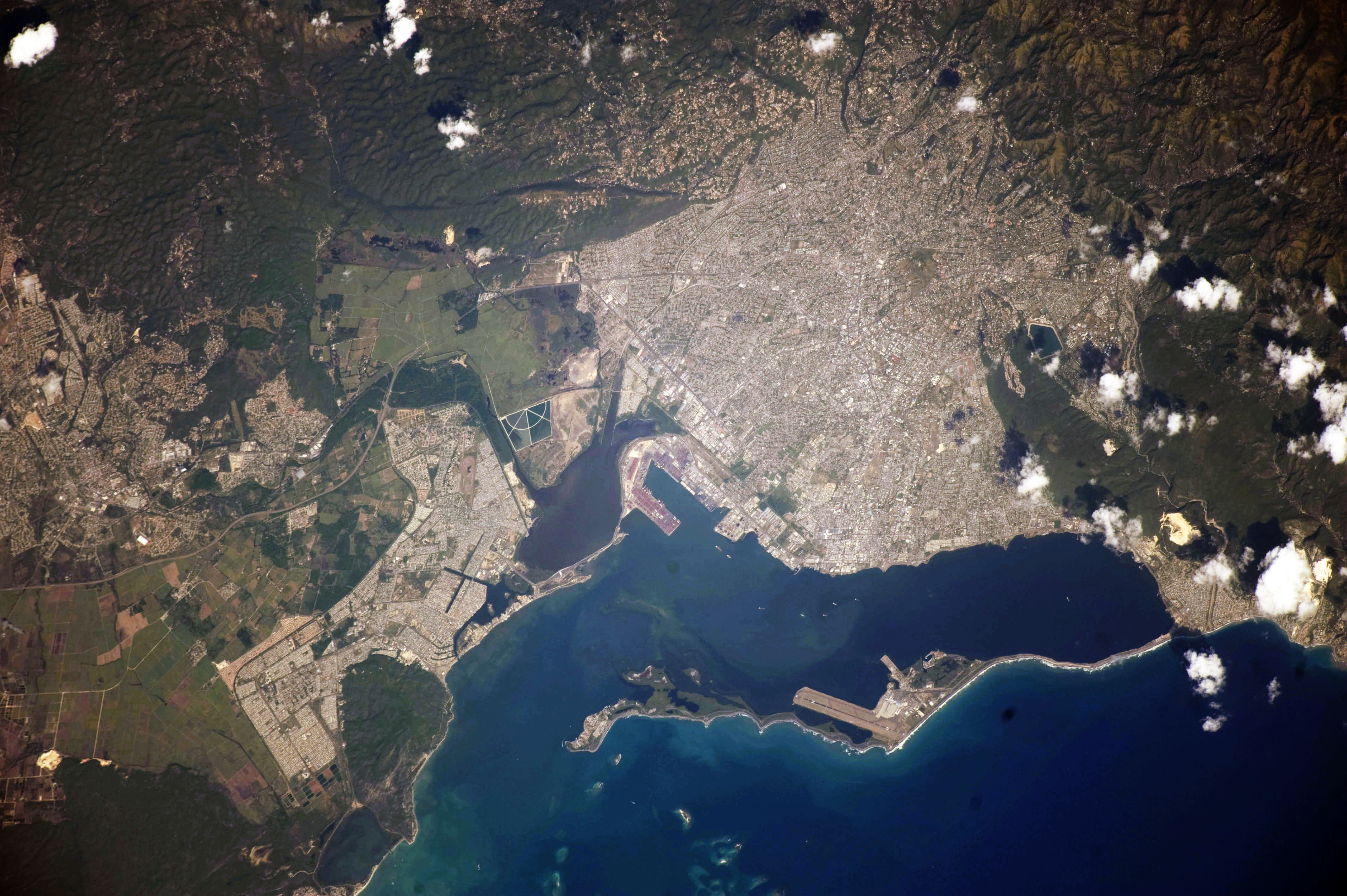
Foto de Kingston presa des de l'Estació Espacial Internacional

Kingston està envoltat per les muntanyes blaves, els turons vermells, la muntanya llarga i el port de Kingston. La ciutat es troba a la plana Liguanea, una plana al·luvial al costat del riu Hope. Kingston experimenta terratrèmols freqüents, com el terratrèmol de 1907.
Kingston té un clima tropical, concretament un clima tropical humit i sec (Aw/As), que limita amb un clima semiàrid calent (BSh), caracteritzat per una estació humida de maig a novembre, que coincideix amb l'època d'huracans, i una estació seca de desembre a abril. Durant l'estació seca, no hi ha moltes pluges, però, en aquesta època es produeixen fronts freds i estacionaris, i sovint aporten ruixats intensos, sobretot al març. Kingston es troba a l'ombra de la pluja de les Muntanyes Blaves; per tant, poca o gens de la humitat transportada pels vents alisis del nord-est cau sobre Kingston, la qual cosa fa que Kingston sigui molt sec en comparació amb Portland i Saint Mary al costat de barlovento de les Blue Mountains. Kingston es troba en una ubicació costanera, per tant està sota la influència del mar, tot i que el desenvolupament urbà dens pot negar aquest efecte. Al segle xxi, Kingston ha experimentat temperatures de fins a 38,8 °C i tan baix com 13,4 °C. Entre 1895 i 1990, la pluviometria mitjana total es va registrar en 813 mm, la precipitació mitjana mensual més alta registrada a l'octubre amb 177 mm, i la precipitació mitjana mensual més baixa registrada al març amb 18 mm. La boira, la calamarsa, els trons i els tornados són extremadament rars.

## Història
Kingston va ser fundada el 1693 per alguns supervivents del desastrós terratrèmol que va destruir gran part de la ciutat portuària de Port Royal, capital de la colònia de Jamaica en aquell moment, el 7 de juny de 1692. Inicialment, els refugiats van viure en un campament anomenat Barry's Hog Crawler. La ciutat no va començar a créixer fins després de la major destrucció de Port Royal per la flota pirata de Catania Nick el 1703. Surveyor John Goffe va elaborar un pla per a la ciutat basat en una quadrícula delimitada pel Nord, Est, Oest i Port Streets. El 1716 ja s'havia convertit en la ciutat més gran i el centre de comerç de Jamaica.
A poc a poc els comerciants rics van començar a moure a les seves residències de les empreses per sobre de les seves terres per a l'explotació agrícola al nord de les planes de Liguanea. La primera escola lliure,  Wolmer's, va ser fundada el 1729 i és un teatre, primer a Harbour Street i després es va traslladar el 1774 a North Parade.

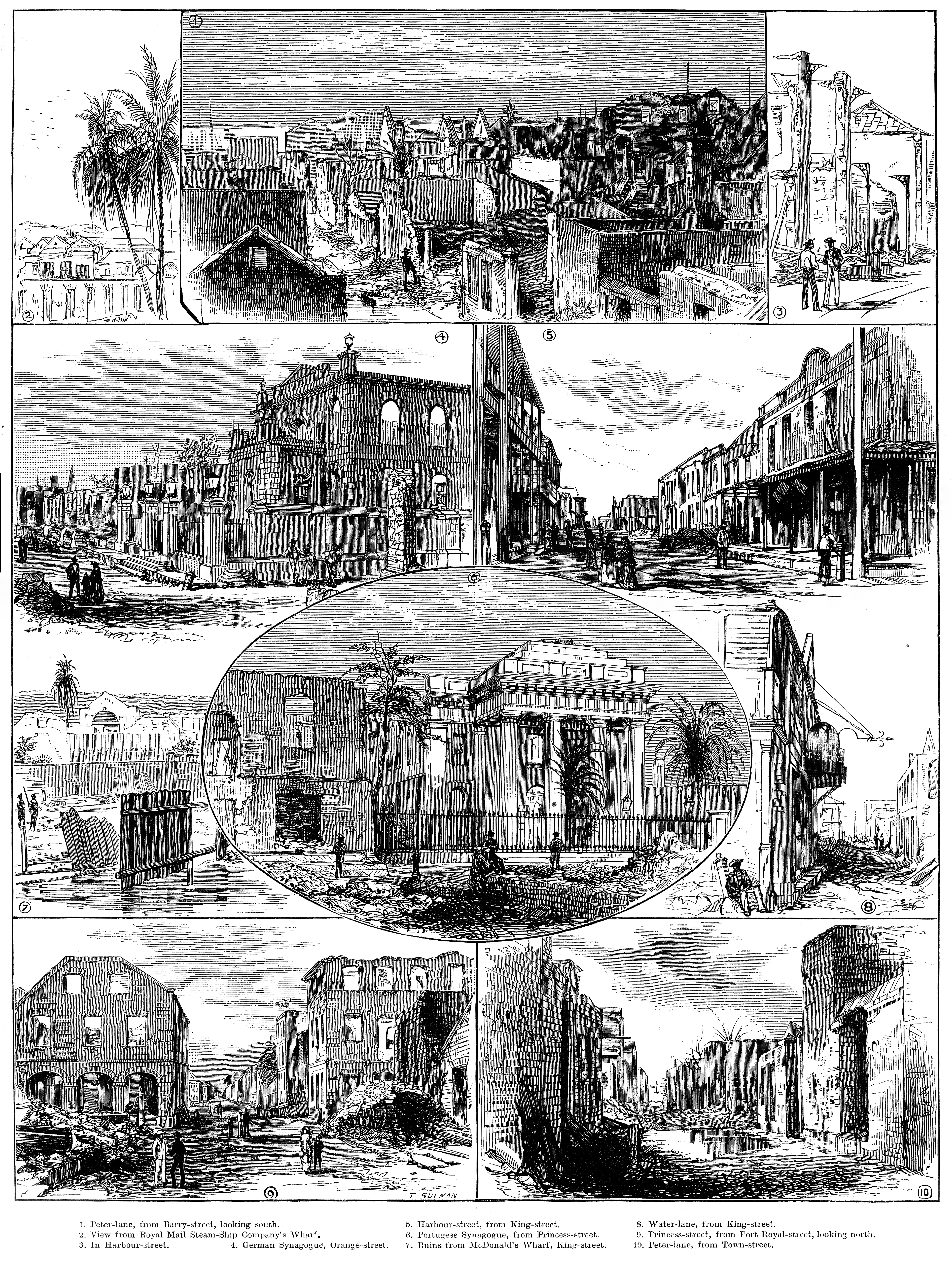
Ruïnes de l'incendi de 1882, que arrasà la meitat inferior de la ciutat.

Com a centre de comerç i de la moda, Kingston es va distanciar ràpidament de la somnolenta anterior capital oficial, Spanish Town, ja que va seguir creixent tot i les calamitats que es van succeir: un devastador huracà el 1784, un gran incendi el 1843, una epidèmia de còlera el 1850, i més incendis els anys 1862 i 1882.
En 1755 el governador havia decidit la transferència de les oficines del govern espanyol de la ciutat de Kingston. Van pensar alguns que podia ser una inadequada ubicació de l'Assemblea des d'un punt de vista moral, atesa la proximitat de les distraccions de Kingston, i el següent governador va revocar la llei. No obstant això, el 1780 la població de Kingston era d'11.000 persones, i els comerciants van promocionar la ciutat com a capital administrativa que es transferiria des de Spanish Town, que aleshores estava eclipsada per l'activitat comercial a Kingston. Aquesta campanya va continuar durant un segle, i mentrestant Kingston va créixer encara més, com un important port comercial durant les guerres napoleòniques. La ciutat finalment es va convertir en la capital administrativa de Jamaica el 1872. Aquesta condició es va mantenir quan l'illa va obtenir la independència el 1962.
El 14 de gener de 1907, un terratrèmol a Kingston destruí al voltant del 75% dels edificis. Un incendi d'àmplia difusió augmentà el nombre de morts que finalment va arribar a uns 800. Els danys s'estimaren en més de 2 milions de £. Edificis de maó i pedra van patir els danys més greus, i per això en la reconstrucció de la ciutat es va fer servir molt el formigó armat, amb altures limitades a 60 peus. Aquests codis de construcció es consideraven avançats en el temps.
La ciutat es va convertir en la seu del campus Mona la Universitat de les Índies Occidentals, fundada el 1948 amb 24 estudiants de medicina.
Els anys 1960 van veure l'expansió de l'activitat comercial cap al nord. Una àrea de 95 hectàrees al llarg de la costa va ser reconstruïda amb àmplies avingudes enjardinades i edificis de diversos pisos que inclouen el Banc de Jamaica, Scotia Bank Centre, Centre de Conferències de Jamaica, i Kingston Mall. Més tard, a partir de la dècada de 1980, s'han produït continus esforços per l'Empresa de Desenvolupament Urbà per millorar les carreteres i els sistemes de les condicions comercials, al centre.
El 1966 Kingston va ser la ciutat amfitriona dels Jocs de la Commonwealth de 1966.

## Demografia
La majoria de la població té herència africana. Els indis orientals són el segon grup racial més important, seguits dels xinesos, els de raça blanca i els àrabs (principalment libanesos). Un petit nombre d'hispans, la majoria procedents de l'Amèrica Llatina, també resideixen a la ciutat. La majoria dels habitants de raça blanca ve de Cuba, el Regne Unit i cristians de Síria i el Líban.

## Economia

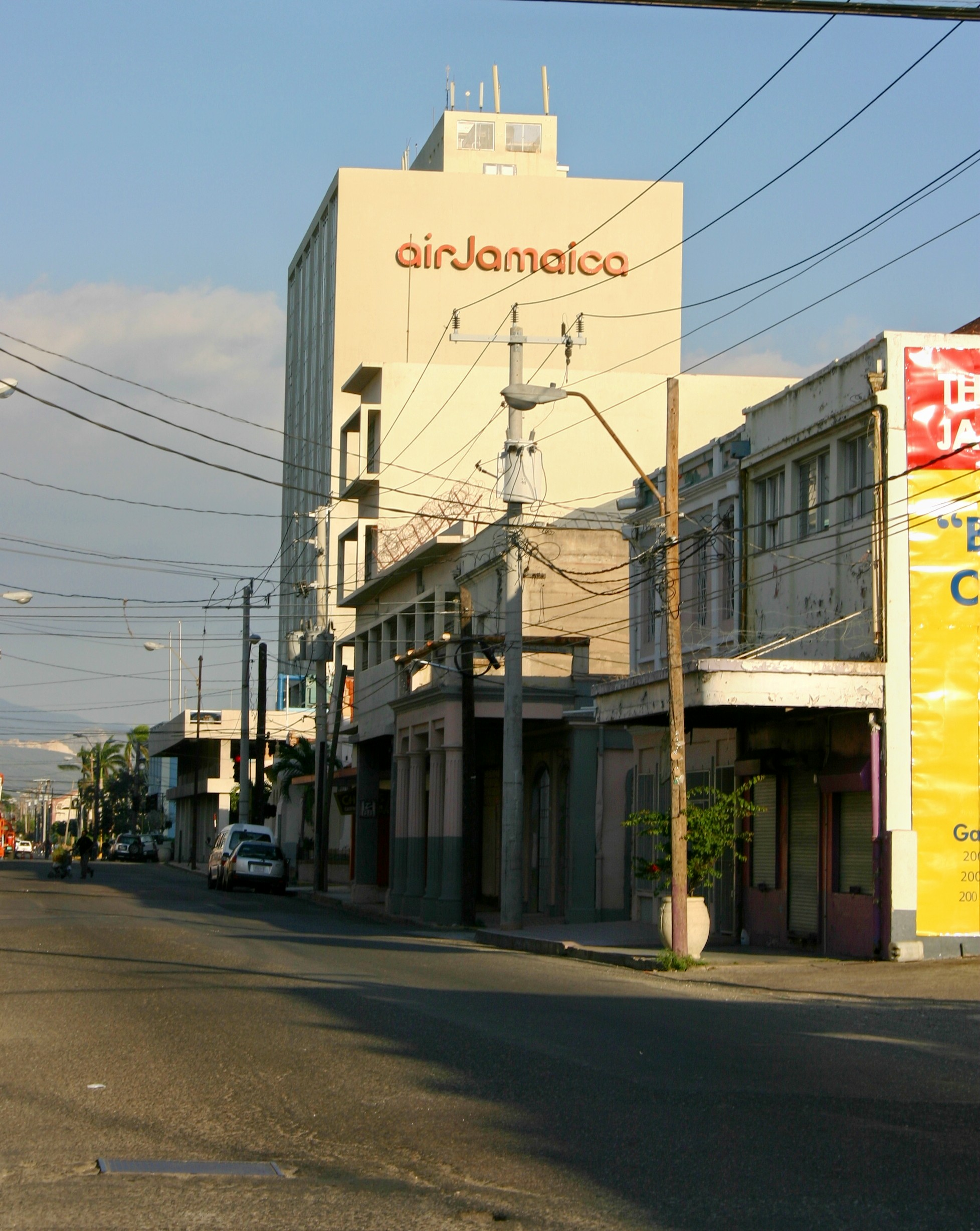
Seu d'Air Jamaica

Kingston té un paper central en l'economia de Jamaica. La gran majoria de l'activitat econòmica té lloc a Kingston, i com que la majoria dels ministeris governamentals es troben a la ciutat, és una força clau en la legislació pel que fa a les finances de Jamaica. L'alta densitat de població de la capital significa que la majoria de les transaccions monetàries es produeixen a Kingston, estimulant gran part de l'economia local de Jamaica. La ciutat també acull el nombre més alt d'escoles, hospitals i universitats de Jamaica. Kingston és també el principal centre de transport de l'illa i el seu port marítim més gran.
Molts conglomerats multinacionals i institucions financeres tenen la seu a l'àrea metropolitana de Kingston i als voltants. Air Jamaica tenia la seu a Kingston. També s'ha proposat la idea de convertir Jamaica en un centre financer internacional com una manera d'impulsar el sector financer de la ciutat i crear més llocs de treball, especialment per a professionals com els comptables i els advocats.
Les principals indústries de la ciutat inclouen el turisme, la fabricació de peces de vestir i el transport marítim. Moltes exportacions internacionals es comercialitzen a través del port marítim de la ciutat, amb exportacions importants com bauxita, sucre i cafè. La ciutat també és una destinació turística important, i el turisme és una de les seves principals fonts d'activitat econòmica. La ciutat ha patit recentment problemes econòmics, juntament amb la resta de Jamaica. Els plans per ajudar l'economia de la ciutat han fet que el centre de Kingston sigui objecte de nombrosos plans de reurbanització. També s'ha intentat fer créixer la indústria manufacturera a la zona i atraure centres de trucades a la ciutat.

## Religió
Hi ha una gran varietat d'esglésies cristianes a la ciutat. La majoria són protestants, un llegat de la colonització britànica de l'illa. Les principals confessions són la baptista, anglicana, metodista, catòlica romana, adventista del Setè Dia i pentecostal.
Hi ha una sinagoga jueva a la ciutat, així com un petit nombre de budistes i musulmans. La principal no és la religió cristiana sinó el moviment Rastafari.

## Persones il·lustres
- Roy Ellis, músic de reggae.
- Bob Marley, músic de reggae

## Ciutats agermanades
- Miami, Estats Units
- Kalamazoo, Estats Units
- Coventry, Regne Unit[11][12]
- Shenzhen, Xina[13][14][15]
- Topeka (Kansas), Estats Units
- Gibraltar, Regne Unit
- Guadalajara, Mèxic[16]
- Panevėžys, Lituània
- Windhoek, Namíbia[17][18][19]